# Шарлык (Башкортостан)
Шарлык (баш. Шырлыҡ) — деревня в Благоварском районе Республики Башкортостан Российской Федерации. Центр Янышевского сельсовета.

## Этимология
Слово Шарлыҡ, в переводе с башкирского языка, означает «болотистая река», где шар — болото, -лык — аффикс.

## История
В «Списке населенных мест по сведениям 1870 года», изданном в 1877 году, населённый пункт упомянут как деревня Шарлык 2-го стана Уфимского уезда Уфимской губернии. Располагалась при речке Шарлыке, по левую сторону Сибирского почтового тракта из Уфы, в 60 верстах от уездного и губернского города Уфы и в 23 верстах от становой квартиры в деревне Воецкая (Акбашева). В деревне, в 110 дворах жили 625 человек (326 мужчин и 299 женщин, тептяри — 61%), были мечеть, училище, ветряная мельница.

## География

### Географическое положение
Расстояние до:
- районного центра (Языково): 45 км,
- ближайшей ж/д станции (Благовар): 60 км.

## Население
| 2002 | 2009 | 2010 |
| ---- | ---- | ---- |
| 489  | ↗505 | ↗506 |